# Balthasar Boytin
Balthasar Boytin, auch Balzar, Balczar, Baltzar, Baltzer, Balzer; Boythin (* ?; † 1484) war 1449/1450 Bürgermeister von Berlin. Er ist vor allem bekannt durch seine Rolle im Berliner Unwillen.

Wappen

In dem Konflikt stand Boytin an der Spitze der kleinen Partei, die den kurfürstlichen Landesherren im Berliner Rat gegen die Bürgerschaft unterstützte. Vorübergehend musste er aus der Stadt fliehen, da er um sein Leben fürchtete. Außerhalb der Stadt besetzte und plünderte er mit seinen Getreuen Ortschaften, die Berliner und Cöllner Bürgern gehörten. Nach der Niederschlagung des Aufruhrs belohnte ihn Friedrich II. („Eisenzahn“) für seine getreuen und beflissenen Dienste unter anderem mit dem Amt des Bürgermeisters von Berlin, das er allerdings nur 1449/1450 ausübte. Nach der Abdankung Friedrichs II. 1470 blieb Boytin auch in der Gunst von dessen Nachfolger Albrecht Achilles. 1476 wurde Boytin als kurfürstlicher Rat erwähnt.
Boytin gehörte zu der später adligen Familie von Boytin, nach der in Hamburg die Boytinstraße benannt ist. Johannes Boytin, Domherr in Lübeck, kaufte 1372 das Herrenhaus Trenthorst im Kreis Stormarn. Im 17. Jahrhundert saßen die von Boytins unter anderem als Gutsherren in Löwenbruch südlich von Berlin.